# Eureiandra
Eureiandra é um género botânico pertencente à família Cucurbitaceae.

## Espécies
| - Eureiandra balfourii - Eureiandra bequaerti - Eureiandra cogniauxii - Eureiandra congolensis - Eureiandra eburnea - Eureiandra fasciculata | - Eureiandra formosa - Eureiandra lasiandra - Eureiandra leucantha - Eureiandra parvifolia - Eureiandra schweinfurthii - Eureiandra somalensis |